# Die Gewerkschafterin
Die Gewerkschafterin (Originaltitel: La Syndicaliste; auch The Sitting Duck und The Union Lady) ist ein französisch-deutscher Thriller von Jean-Paul Salomé, der Anfang September 2022 bei den Internationalen Filmfestspielen von Venedig seine Premiere feierte und im März 2023 in die französischen Kinos kam. Der Kinostart in Deutschland erfolgte Ende April 2023. Der Film basiert auf dem Roman La syndicaliste von Caroline Michel Aguirre und erzählt von wahren Begebenheiten im Leben der Gewerkschafterin Maureen Kearney, die Opfer eines furchtbaren Überfalls und einer anschließenden Schmutzkampagne wurde, als sie die Machenschaften der französischen Atomindustrie aufdecken wollte.

## Handlung

Maureen Kearney ist Gewerkschafterin und Generalsekretärin der europäischen Arbeitnehmervertretung des französischen Atomgiganten Areva

Es ist der 7. Dezember 2012, als die früher als Englischlehrerin tätige, in Frankreich lebende Irin Maureen Kearney von ihrer Putzfrau im Keller ihres Hauses in einem Vorort von Paris gefunden wird. Sie ist an einen Stuhl gefesselt, und man hat ihr den Buchstaben „A“ in ihren Bauch geritzt. Den Griff des Messers, mit dem man dies tat, hat man in ihre Vagina geschoben.
Seit Jahren setzt sich Maureen als Personalrätin beim französischen Industriekonzern Areva für die Belange der Mitarbeiter und vor allem der nicht genug geförderten Mitarbeiterinnen ein. Das Unternehmen wird staatlich kontrolliert und ist vor allem im Bereich Nukleartechnikanlagen tätig. Als Areva im Jahr 2011 mit Luc Oursel einen neuen Chef bekommt, schwant Kearney nichts Gutes. Bei Areva werden heimlich Pläne geschmiedet, beim Bau von Atomkraftwerken künftig mit China zu kooperieren. Maureen wird zur Whistleblowerin, um ein Staatsgeheimnis anzuprangern, das die Nuklearindustrie in Frankreich erschüttert und um mehr als 50.000 Arbeitsplätze zu retten.
Weil es keine Fingerabdrücke, Zeugen oder Überwachungsbilder von der Vergewaltigung gibt, ist der Polizeikommissar, der den Fall untersucht, davon überzeugt, dass Maureen das Verbrechen nur vorgetäuscht hat. Man beschuldigt sie, nur Sympathie für ihre politische Sache wecken zu wollen und ermittelt plötzlich gegen sie.

## Literarische Vorlage
Der Film basiert auf dem Roman La syndicaliste von Caroline Michel Aguirre, der von wahren Begebenheiten erzählt. Die Gewerkschaftlerin Maureen Kearney war im Jahr 2012 in ihrer Wohnung in Paris Opfer eines sexuellen Übergriffs geworden. Sie wurde an einen Stuhl gefesselt und bekam mit einem Messer ein „A“ auf den Bauch geritzt. Einige Monate zuvor hatte Kearney von einem Deal zwischen einem chinesischen Energieversorger und der französischen Electricité De France erfahren und die Befürchtung gehegt, dass dadurch sensible nukleare Technologien von ihrem Arbeitgeber in Frankreich nach China transferiert werden können, wodurch Tausende von Jobs in Frankreich wegfallen würden.

## Produktion

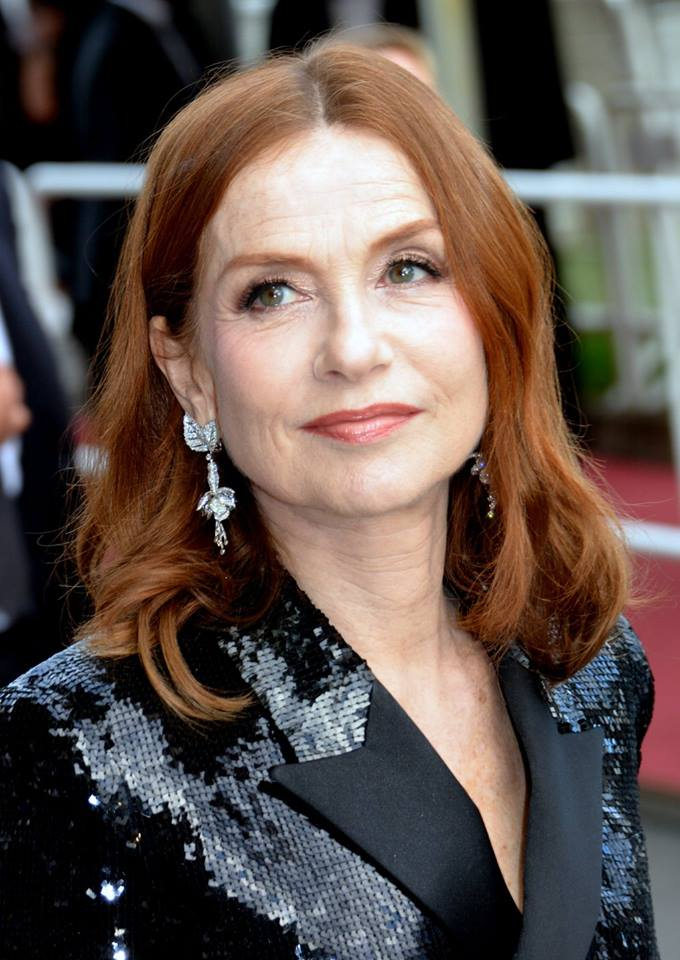
Isabelle Huppert spielt die titelgebende Gewerkschafterin Maureen Kearney

Regie führte Jean-Paul Salomé, der gemeinsam mit Fadette Drouard auch Aguirres Roman für den Film adaptierte.
Isabelle Huppert spielt in der Hauptrolle Maureen Kearney. In weiteren Rollen waren Benoit Magimel, Marina Fois, Alexandra Maria Lara, Grégory Gadebois und François-Xavier Demaison vorgesehen. Yvan Attal spielt Luc Oursel, den neuen Chef von Areva.
Der Film wurde vom Centre national de la cinématographie mit 24.000 Euro gefördert und erhielt von der Deutsch-Französischen Förderkommission 280.000 Euro. Eine weitere Produktionsförderung in Höhe von 290.000 Euro kam von der Film- und Medienstiftung NRW.
Die Dreharbeiten fanden an 40 Tagen in Nordrhein-Westfalen und in der französischen Region Paris Île-de-France statt. Als Kameramann fungierte Julien Hirsch.
Die Premiere erfolgte Anfang September 2022 bei den Internationalen Filmfestspielen von Venedig, wo er in der Sektion Orizzonti gezeigt wurde. Am 20. Oktober 2022 wurde La Syndicaliste als Eröffnungsfilm des Film Festival Cologne vorgestellt. Am 1. März 2023 kam der Film in die französischen Kinos. Der Kinostart in Deutschland erfolgte am 27. April 2023. Am 1. Dezember 2023 kam er in ausgewählte US-Kinos.

## Rezeption

### Altersfreigabe
In Deutschland wurde der Film von der FSK ab 16 Jahren freigegeben. In der Begründung heißt es, die Geschichte sei mit genretypischen Mitteln des Polit- und Wirtschaftsthrillers erzählt, wobei die mutige und aufrechte Protagonistin sich als Identifikationsfigur eigne. Die nur teilweise und zurückhaltend bebilderten, doch detaillierten verbalen Schilderungen des Überfalls auf sie, samt brutaler sexualisierter Gewalt, könnten von Jugendlichen ab 16 Jahren bereits verarbeitet werden.

### Kritiken

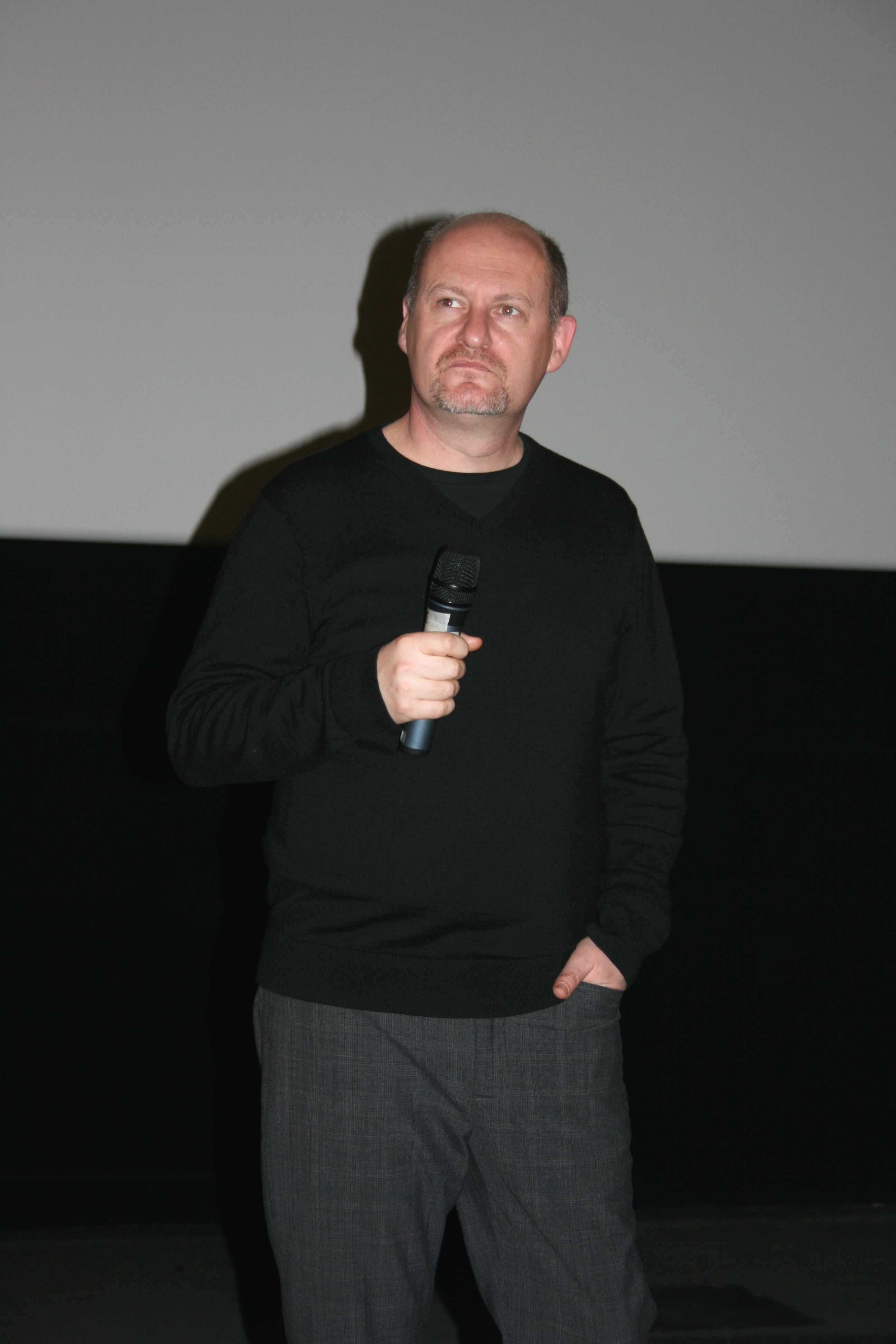
Regisseur Jean-Paul Salomé

Von den bei Rotten Tomatoes aufgeführten Kritiken sind 81 Prozent positiv.
Michael Meyns erklärt in seiner Funktion als Filmkorrespondent der Gilde deutscher Filmkunsttheater, Jean-Paul Salomé wolle seinen Film als moderne Variation der legendären Paranoia-Filme aus den 1970er Jahren verstanden wissen, als Hommage an Klassiker wie Die Unbestechlichen oder Zeuge einer Verschwörung. Viel mehr als an diese US-Filme mag man aber an die Filme von Costa-Gavras denken, und vor allem die pulsierende Musik, die eine unwirkliche, nur zu erahnende Bedrohung suggeriert, erinnere an Politthriller wie Z oder Das Geständnis.
Björn Becher von Filmstarts schreibt in seiner Kritik, trotz der Wahrheit, die in vielen Momenten des Films auch steckt, nerve die Penetranz, mit der Salomé seinen Punkt auf die denkbar faulste Art zu betonieren versucht. In einem unglaublichen Tempo hetze Salomé durch seinen ganzen Kernkraft-China-Plot. Wer nicht weiß, um was es in La Syndicaliste im Kern eigentlich gehe, wähne sich so eine ganze Weile lang in einem schlecht erzählten Wirtschafts-Verschwörungs-Thriller. Am Ende sei so ein einschneidendes Kapitel der französischen Energiegeschichte zwar irgendwie mitgeschildert worden, gehe aber nicht über ein ellenlanges Herunterspulen von dadurch eher langweiligen Ereignissen hinaus.

### Auszeichnungen
Internationale Filmfestspiele von Venedig 2022
- Nominierung für den Venice Horizons Award (Jean-Paul Salomé)
- Auszeichnung mit dem Premio Fondazione Fai Persona Lavoro Ambiente[16]

## Synchronisation
Die deutsche Synchronisation entstand nach einem Dialogbuch und der Dialogregie von Roland Hüve im Auftrag der logoSynchron GmbH, Köln.
| Darsteller               | Synchronsprecher        | Rolle                 |
| ------------------------ | ----------------------- | --------------------- |
| Isabelle Huppert         | Susanna Bonasewicz      | Maureen Kearney       |
| Alexandra Maria Lara     | Alexandra Maria Lara    | Julie                 |
| Marina Foïs              | Victoria Sturm          | Anne Lauvergeon       |
| Yvan Attal               | Marcus Off              | Luc Oursel            |
| Pierre Deladonchamps     | Louis Friedemann Thiele | Adjudant-Chef Brémont |
| Christophe Paou          | Heiko Obermöller        | Arnaud Montebourg     |
| Yves Heck                | Sascha von Zambelly     | Arzt                  |
| Aloïse Sauvage           | Jenny Laura Bischoff    | Chambard              |
| Antoine Basler           | Matthias Kiel           | der Unbekannte        |
| Nadine Schwitter         | Nadine Schwitter        | Dolmetscherin         |
| Ambroise Sabbagh         | Markus Haase            | Ermittler #1          |
| Omar Salim               | Cédric Cavatore         | Ermittler #2          |
| Mara Taquin              | Roxana Samadi           | Fiona Hugo            |
| Olivier Loustau          | Boris Jacoby            | Francois              |
| Grégory Gadebois         | Michael-Che Koch        | Gilles Hugo           |
| François-Xavier Demaison | Robert Steudtner        | Jean-Pierre Bachmann  |
| François Perache         | Martin Bross            | Maître Duchesne       |
| Gilles Cohen             | Jochen Langner          | Maître Témime         |
| Anne-Lise Kedvès         | Michaela Kametz         | Maria                 |
| Bernard Gabay            | Holger Schulz           | Proglio               |
| Andréa Bescond           | Kordula Leiße           | Richterin             |
| François Loriquet        | Tom Jacobs              | Staatsanwalt          |
| Christian Hecq           | Thomas Balou Martin     | Tirésias              |
| Geno Lechner             | Geno Lechner            | Veronique             |